# 平津闸
平津闸，位于北京市朝阳区高碑店乡高碑店村，是通惠河上的一座水闸。狭义上，平津闸仅指该闸（又称“三闸”、“平津上闸”、“高碑店闸”）；广义上，平津闸包括这座平津上闸，明朝废除的平津中闸，以及下游的平津下闸（又称“四闸”、“花园闸”）。

## 简介
高碑店村位于通惠河沿岸，村内有娘娘庙、将军庙、龙王庙等庙宇。平津闸（高碑店闸）位于高碑店村北口桥西，当地居民俗称“老闸口”。
北京地势西高东低，落差达到20米。自杭州沿着大运河来的漕船，从北运河经通惠河驶往元大都，但因地势落差而难以行船。郭守敬遂在通惠河上兴建11处控水设施共24座船闸，便于行船。元朝至元二十九年，都水监郭守敬踏勘设计，亲自在高碑店村选址督建了通惠河24闸之一的“平津闸”（高碑店闸），并且指挥数万名军匠疏浚古河道。通惠河自源头至白河200多里，设闸坝30多座，“节水以通漕运”。目前，平津闸是大运河通惠河段惟一保留下来的元代漕运码头遗址。如今在通惠河畔，高碑店村立有郭守敬的雕像。
|  | 通惠河 北京 大通桥 庆丰闸 通流闸 平津闸 天妃宫 通州 新城 永通桥 普济下闸 石霸                  |
|  | 明代吳仲撰《通惠河志》中的“通惠河圖”（中国古代地图的方位习惯与现在相反，为上南下北左東右西）。 |

明朝永乐十九年（1421年），永乐帝迁都北京。明朝宣德七年（1432年）改建北京城，将通惠河圈入皇城内，城内段不再通航，遂改东便门外的大通桥为通惠河的起点，通惠河改称“大通河”。通惠河出北京外城东便门向东，与通州北运河汇流，向南流向杭州，即大运河。通惠河从东便门到北运河段全程21公里。明朝初年多次修治。
郭守敬设计的平津闸分为上、中、下三闸。明朝嘉靖七年（1528年），御史吴仲力排众议，奏请修浚通惠河，并亲自设计指挥，废平津中闸，留下平津上闸和平津下闸。经过此次修浚，在东便门至北运河段的通惠河上改建成五座船闸，即头闸大通闸、二闸庆丰闸、三闸平津上闸（高碑店闸）、四闸平津下闸（花园闸）、五闸普济闸。通常人们仅称前三闸为一闸、二闸、三闸，不称四闸和五闸。通惠河通过这五座船闸，提升航道水位，解决漕船逆行入北京城的困难。
平津上闸与庆丰闸相距十五里，打开平津上闸，即可见庆丰闸闸底。原来河闸多为木制，年久易朽烂，后来改用石闸。如今的平津闸便是石制。平津闸以大块条石砌成，下游一侧的船闸两边各有两块厚达四、五十厘米的长条石，从闸面倾斜在河面上方，长条石端有粗圆孔，上穿粗圆木，圆木上绕粗绳，垂入水下的绳头以铁钩钩挂住闸板。现今平津闸保存已不完整，但在通惠河上仍留有挑闸板，已经略微发黄，石质粗壮有力。
1950年代前期，高碑店水库尚未修建，通惠河水全部自平津上闸（高碑店闸）流过。1950年代后期，高碑店水库建成后，河水改由平津上闸东面的高碑店水库大坝上新闸桥处通过，水流通过新闸桥后分成两支：北支直接东流通州，为通惠河的主流；南支沿着1958年兴建的高碑店灌渠向东，到北花园村再折向南，用于农业灌溉。高碑店水库建成后，平津上闸便成为该水库南岸边的历史遗迹，不再使用。
在高碑店漕运码头附近，有明代兴建的龙王庙，清代兴建的将军庙。龙王庙、将军庙、平津闸（高碑店闸）合称“一闸两庙”。龙王庙据说十分灵验，过去每年农历二月二龙抬头，乡民聚集到漕运码头上的龙王庙祈求风调雨顺，香火兴盛。1960年代，龙王庙、将军庙被毁。
2003年，广源闸作为京杭大运河北京段的一部分，列为第六批全国重点文物保护单位——京杭大运河的子项。2007年，古码头复建工程启动后，高碑店村首先恢复了平津闸（高碑店闸），随后又启动了龙王庙、将军庙的恢复工程。龙王庙占地面积588平方米，共分24间，共有山门、正殿、配殿三座木结构建筑，为明代建筑。在龙王庙遗址上进行复建时，项目施工队使用古建筑用砖，磨砖对缝。龙王庙北面的湖心岛上，复建了将军庙，庙内供奉三国时期的关羽，这是一座清代建筑，在遗址上复建。
2012年1月，在高碑店第七届漕运庙会的开幕仪式上，已经竣工的平津闸、龙王庙、将军庙和高碑店村史博物馆一起对外开放。2013年，平津闸并为第七批全国重点文物保护单位——大运河的子项。